# Megachile rufiscopa
Megachile rufiscopa är en biart som beskrevs av Henri Saussure 1890. Megachile rufiscopa ingår i släktet tapetserarbin, och familjen buksamlarbin. Inga underarter finns listade i Catalogue of Life.